# 普弗拉赫
普弗拉赫是奥地利蒂罗尔州罗伊特县的一个市镇。总面积13.84平方公里，总人口1227人，人口密度88.7人/平方公里（2005年）。